# Andrew Lincoln
Andrew Lincoln, pseudonimo di Andrew James Clutterbuck (Londra, 14 settembre 1973), è un attore britannico.
Famoso per il ruolo di Rick Grimes nella serie televisiva The Walking Dead.

## Biografia
Lincoln nasce a Londra il 14 settembre del 1973, figlio di un ingegnere civile inglese e di un'infermiera sudafricana. A diciotto mesi di vita, si trasferisce con la famiglia dapprima a Kingston upon Hull e, una volta compiuti dieci anni d'età, stabilmente a Bath. Dopo aver lasciato la Beechen Cliff School, frequentò la Royal Academy of Dramatic Arts, dove cominciò ad utilizzare lo pseudonimo di Andrew Lincoln. Fece la sua prima apparizione sullo schermo in un episodio di Drop the Dead Donkey.

## Carriera
Dopo vari ruoli secondari diventa popolare come attore grazie alla serie televisiva drammatica This Life della BBC nel ruolo di Edgar "Egg" Cook, prima di continuare come star della sit-com Teachers, nella quale ha fatto anche da regista in due episodi della terza stagione. Per interpretare il ruolo di Simon Casey andò in una scuola per due settimane per fare ricerche con suo fratello, un vero insegnante.
Ha avuto anche il ruolo del professore universitario e psicologo Robert Bridge in Afterlife - Oltre la vita dopo Lesley Sharp. Per il cinema ha lavorato in vari film, tra cui L'amore fatale e Scenes of a Sexual Nature. Nel 2010 lavora nel film francese Il truffacuori, al fianco di Vanessa Paradis e Romain Duris. Sempre nel 2010 recita nella commedia We Want Sex con Sally Hawkins.
Raggiunge la popolarità, interpretando dal 2010 al 2018 il ruolo del vice-sceriffo Rick Grimes, protagonista della serie televisiva post-apocalittica dell'AMC The Walking Dead, adattamento televisivo dell'omonimo fumetto. Nel 2022, Andrew ritorna nei panni di Rick nell'ultimo episodio dell'undicesima stagione della serie.

## Vita privata
Il 10 giugno 2006, ha sposato Gael Anderson, figlia del musicista Ian Anderson. La coppia ha due figli: Arthur e Matilda.

## Filmografia

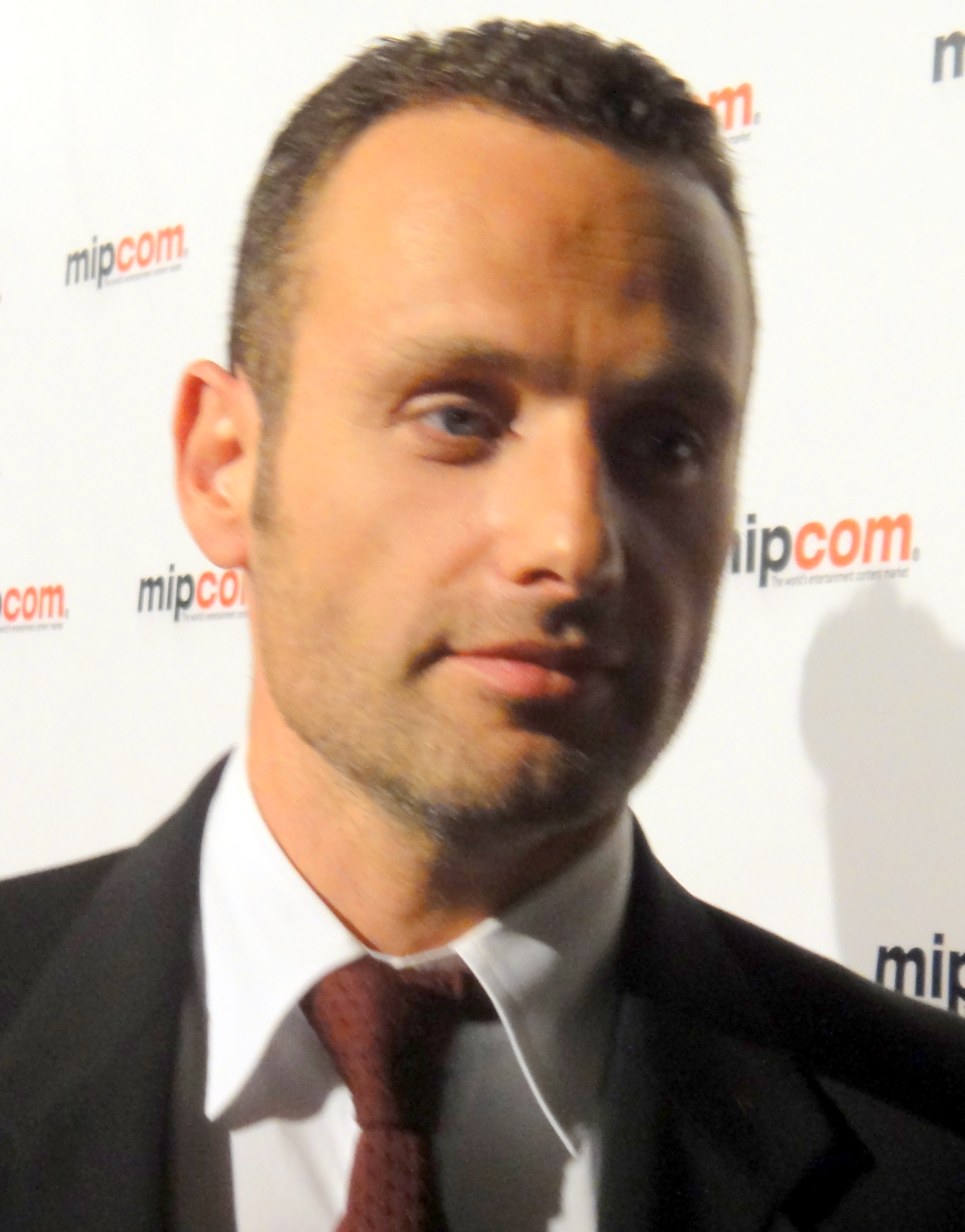
Andrew Lincoln nel 2010

### Cinema
- Boston Kickout, regia di Paul Hills (1995)
- Human Traffic, regia di Justin Kerrigan (1999)
- Gangster nº 1 (Gangster No. 1), regia di Paul McGuigan (2000)
- Offending Angels, regia di Andrew Rajan (2000)
- Understanding Jane, regia di Caleb Lindsay (2001)
- Love Actually - L'amore davvero (Love Actually), regia di Richard Curtis (2003)
- L'amore fatale (Enduring Love), regia di Roger Michell (2004)
- These Foolish Things, regia di Julia Taylor-Stanley (2006)
- Troppo bella! (Comme t'y es belle!), regia di Lisa Azuelos (2006)
- Scenes of a Sexual Nature, regia di Ed Blum (2006)
- Il truffacuori (L'arnacoeur), regia di Pascal Chaumeil (2010)
- We Want Sex (Made in Dagenham), regia di Nigel Cole (2010)
- Penguin Bloom, regia di Glendyn Ivin (2021)

### Televisione
- Drop the Dead Donkey – serie TV, episodio 4x04 (1994)
- Over Here, regia di Tony Dow – film TV (1996)
- This Life – serie TV, 32 episodi (1996-1997)
- Bramwell – miniserie TV, puntata 2x03 (1996)
- The Woman in White, regia di Tim Fywell – film TV (1997)
- Bomber, regia di David Drury – film TV (2000)
- A Likeness in Stone, regia di Charles Beeson – film TV (2000)
- Teachers – serie TV, 20 episodi (2001-2003)
- State of Mind, regia di Christopher Menaul – film TV (2003)
- Trevor's World of Sport – serie TV, episodio 1x01 (2003)
- Canterbury Tales – miniserie TV, episodio 1x06 (2003)
- Holby City – serie TV, puntata 6x38 (2004) – non accreditato
- Kingdom Hospital  – serie TV, episodio 1x01 (2004)
- Whose Baby?, regia di Rebecca Frayn – film TV (2004)
- Lie with Me, regia di Susanna White – film TV (2004)
- Afterlife - Oltre la vita (Afterlife) – serie TV, 14 episodi (2005-2006)
- This Life + 10, regia di Joe Ahearne – film TV (2007)
- Play or Be Played, regia di Barry Sonnenfeld – film TV (2008)
- The Things I Haven't Told You, regia di Marçal Forés – film TV (2008)
- Wuthering Heights, regia di Coky Giedroyc – film TV (2009)
- Moonshot - L'uomo sulla luna (Moonshot), regia di Richard Dale – film TV (2009)
- Strike Back – serie TV, 6 episodi (2010)
- The Walking Dead – serie TV, 104 episodi (2010-2018; 2022[4])
- The Big Red Nose Desert Trek, regia di Kirsty Mitchell e Matt Reid – film TV (2011)
- Red Nose Day Actually, regia di Richard Curtis – cortometraggio (2017)
- Fear the Walking Dead – serie TV, episodio 4x01 (2018)
- Cabinet of Curiosities – serie TV, episodio 1x08 (2022)
- The Walking Dead: The Ones Who Live, regia di Bert e Bertie, Michael Slovis e Michael E. Satrazemis – miniserie TV, 6 puntate (2024)
- Cold Water, regia di David Ireland, miniserie TV, 6 puntate (2025)

## Teatro
- Sugar Sugar, di Simon Bent. Bush Theatre di Londra (1998)
- Hushabye Mountain, di Jonathan Harvey. Hampstead Theatre di Londra (1999)
- Blue/Orange, di Joe Penhall. National Theatre (2000), Duchess Theatre di Londra (2001)
- Free, di Simon Bowen. National Theatre di Londra (2002)
- The Late Henry Moss, di Sam Shepard. Almeida Theatre di Londra (2006)
- Parlour Song, di Jez Butterworth. Almeida Theatre di Londra (2009)
- A Christmas Carol, di Jack Thorne. Old Vic di Londra (2020)

## Doppiatori italiani
Nelle versioni in italiano delle opere in cui ha recitato, Andrew Lincoln è stato doppiato da:
- Christian Iansante in The Walking Dead, Fear the Walking Dead, Penguin Bloom, The Walking Dead: The Ones Who Live
- Francesco Pezzulli in This Life, Strike Back
- Riccardo Niseem Onorato in Love Actually - L'amore davvero
- Massimiliano Manfredi in Afterlife - Oltre la vita
- Daniele Barcaroli in Moonshot - L'uomo sulla luna
- Marco Rasori ne Il truffacuori
- Andrea Lavagnino in Cabinet of Curiosities